# 楊廷溥
楊 廷溥（よう ていふ、1882年 – 没年不明）は、清末民初の軍人・官僚。字は嘯滄。

## 事績

### 清末・民初の動向
日本に留学し、陸軍士官学校と陸軍戸山学校を卒業した。辛亥革命には革命派として参加したと見られる。1912年（民国元年）、浙江聯合軍総司令副官兼江蘇都督府参謀となり、さらに第13旅南京留守部司令をつとめた。
1912年2月8日、楊廷溥は南京臨時政府において陸軍部軍衡局科長に任命された。同年9月23日、北京政府で陸軍少将の位階を授与される。1913年（民国2年）、陸軍部高等顧問に就任し、1916年（民国5年）1月20日、四川暫編陸軍第1師参謀長に改任された。同年12月27日、陸軍中将銜を追加される。
1922年（民国11年）、将軍府参軍に任命され、翌1923年に陸軍中将位を授与された。1924年（民国13年）11月18日、陸軍部秘書に移っている。1924年（民国13年）、清室整理善後委員会委員に任命された。翌1925年（民国14年）には日本陸軍大演習参観のために訪日し、四川軍務督弁公署総参議にも任命されている。1926年（民国15年）に京畿衛戍総司令部参議となった。

### 国民政府での活動
1928年（民国17年）、楊廷溥は国民政府へ易幟し、閻錫山率いる国民革命軍第3集団軍で参議に就任している。翌1929年（民国18年）、平津衛戍司令部参謀長（司令：閻錫山）に任命された。
1932年（民国21年）7月16日、駐日本国陸軍武官に任命され、1934年（民国23年）3月16日まで在任した。帰国後の5月15日、国民政府中央で参謀本部高級参謀に任命される。1936年（民国25年）2月4日、陸軍少将位を授与された。翌1937年（民国26年）7月6日、高級参謀を辞職している。

### 親日政権での活動
1937年12月14日に王克敏が中華民国臨時政府を樹立すると、楊廷溥もこれに参与した。なお、臨時政府以降での楊は文官に転じている。
1938年（民国27年）1月1日、楊廷溥は行政部外務局長（行政部長：王克敏）に任命され、9月29日、建設総署副署長（署長：殷同）を兼任した。翌1939年（民国28年）1月30日、楊は長蘆塩務管理局局長を兼務する一方で、行政委員会外務局局長の兼務を解除されている。1940年（民国29年）2月13日、建設総署副署長の兼務を解除され、長蘆塩務管理局局長専任となった。
1940年3月30日、南京国民政府（汪兆銘政権）に臨時政府が合流し、華北政務委員会に改組された際に、楊廷溥は長蘆塩務管理局局長に重任している。翌1941年（民国30年）1月21日、楊は局長を免ぜられた。
以後、楊廷溥の行方は不詳である。